# 戈爾登城鎮區 (密蘇里州巴頓縣)
戈爾登城鎮區（英語：Golden City Township）是位於美國密蘇里州巴頓縣的一個行政鎮區。

## 地方資料
戈爾登城鎮區的面積為104.92平方千米，當中陸地面積為140.90平方千米，而水域面積為0.02平方千米。根據2020年美國人口普查的數據，當地共有人口825人，而人口密度為每平方千米7.86人。